# Bordesigli
Il Bordesigli è un torrente della Lombardia.
Il torrente attraversa la valle omonima, dove segna il confine tra le province di Bergamo, a oriente, e Lecco, a occidente. Nasce in Alta Val Taleggio e confluisce da sinistra nel torrente Enna.